# Atlantis Hotel
O Hotel Atlantis é um hotel e resort localizado na ilha de Palm Jumeirah, Dubai. Foi inaugurado em 24 de setembro de 2008, por Sol Kerzner. O resort foi modelado a partir do Atlantis Paradise Island em Nassau, Bahamas.